# Андреевское (Ленинский район)
Андреевское — деревня в Ленинском городском округе Московской области России. 

## География
Расположена на правом берегу реки Москвы, в 9 км к юго-востоку от Москвы (МКАД) — около 15 км по шоссе, высота над уровнем моря 129 м. Ближайшие населённые пункты — Лыткарино на другом берегу реки, Орлово в 2 км западнее и Титово в полукилометре на юго-восток.

## История
На 1770 год, согласно плану Генерального межевания, в деревне проживало 169 человек и она принадлежала графу Алексею Орлову. С 1781 до 1929 года деревня входила в Подольский уезд Московской губернии. По Спискам населённых мест России 1862 года население составляло 535 человек в 58 дворах, в 1874—1877 годах французской компанией «Тауэрское общество» был построен Андреевский гидроузел. По Памятной книжке Московской губернии на 1899 год в деревне Андреевская Островской волости было 490 жителей, действовало земское училище. По переписи 1926 в селе было 130 дворов (127 крестьянских) и 663 жителя. Население в 2006 году — 191 человек.
До 2006 года деревня входила в Молоковский сельский округ Ленинского района, а с 2006 до 2019 года в рамках организации местного самоуправления включалась в Молоковское сельское поселение Ленинского муниципального района.
С 2019 года входит в Ленинский городской округ.

## Население
| 2002 | 2006 | 2010 |
| ---- | ---- | ---- |
| 199  | ↘191 | ↗247 |

## Транспорт

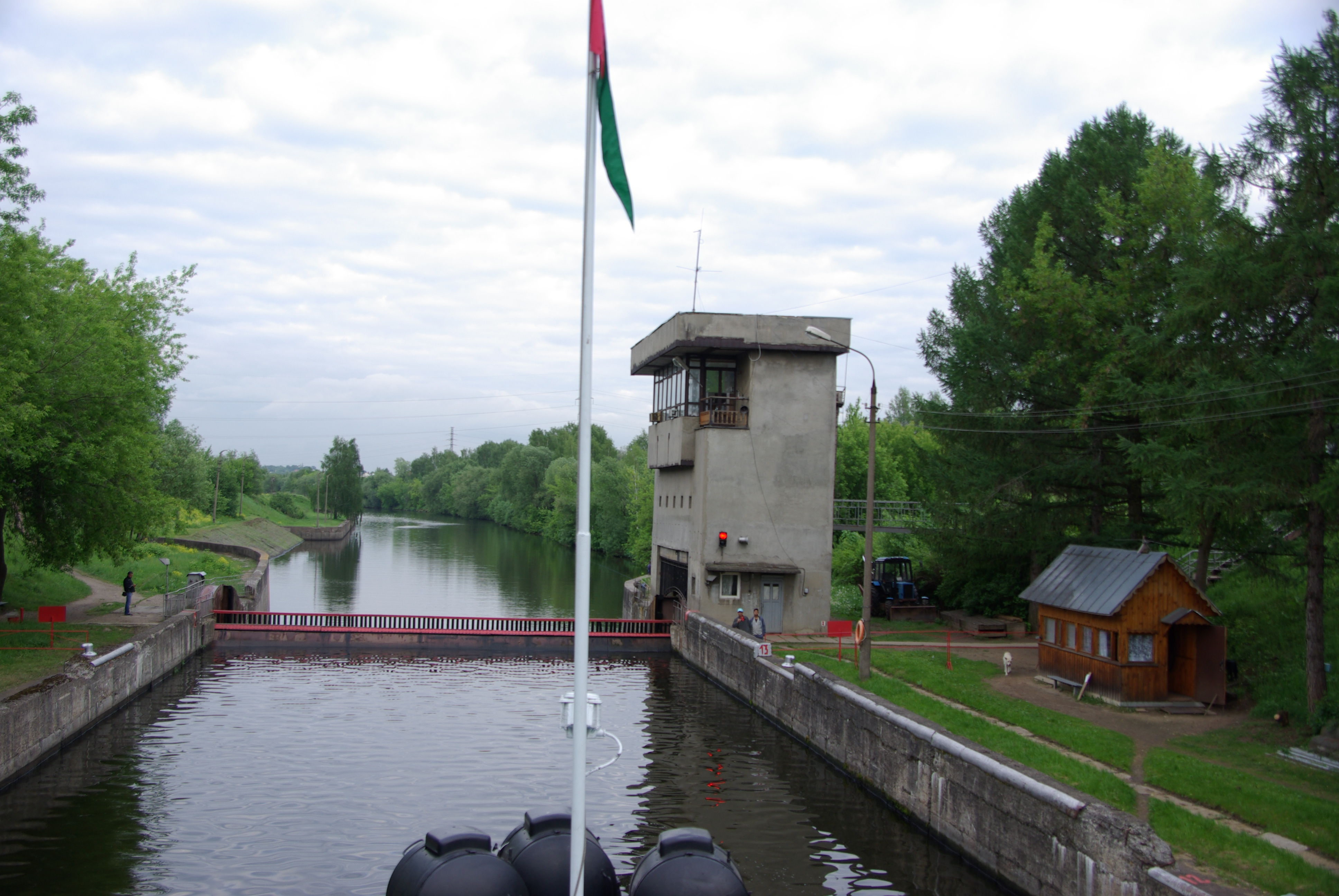
Андреевский шлюз

Деревню Андреевское с городом Лыткарино, расположенным на левом берегу реки Москвы, с 2013 по 2014 гг. связывала круглогодичная пассажирская речная переправа судами на воздушной подушке компании Логопром — Борский перевоз.